# Ontario (Oregón)
Ontario es una ciudad ubicada en el condado de Malheur en el estado estadounidense de Oregón. En el año 2000 tenía una población de 10 985 habitantes y una densidad poblacional de 949 personas por km². Se encuentra a la orilla izquierda del río Snake, que la separa de Idaho.

## Geografía

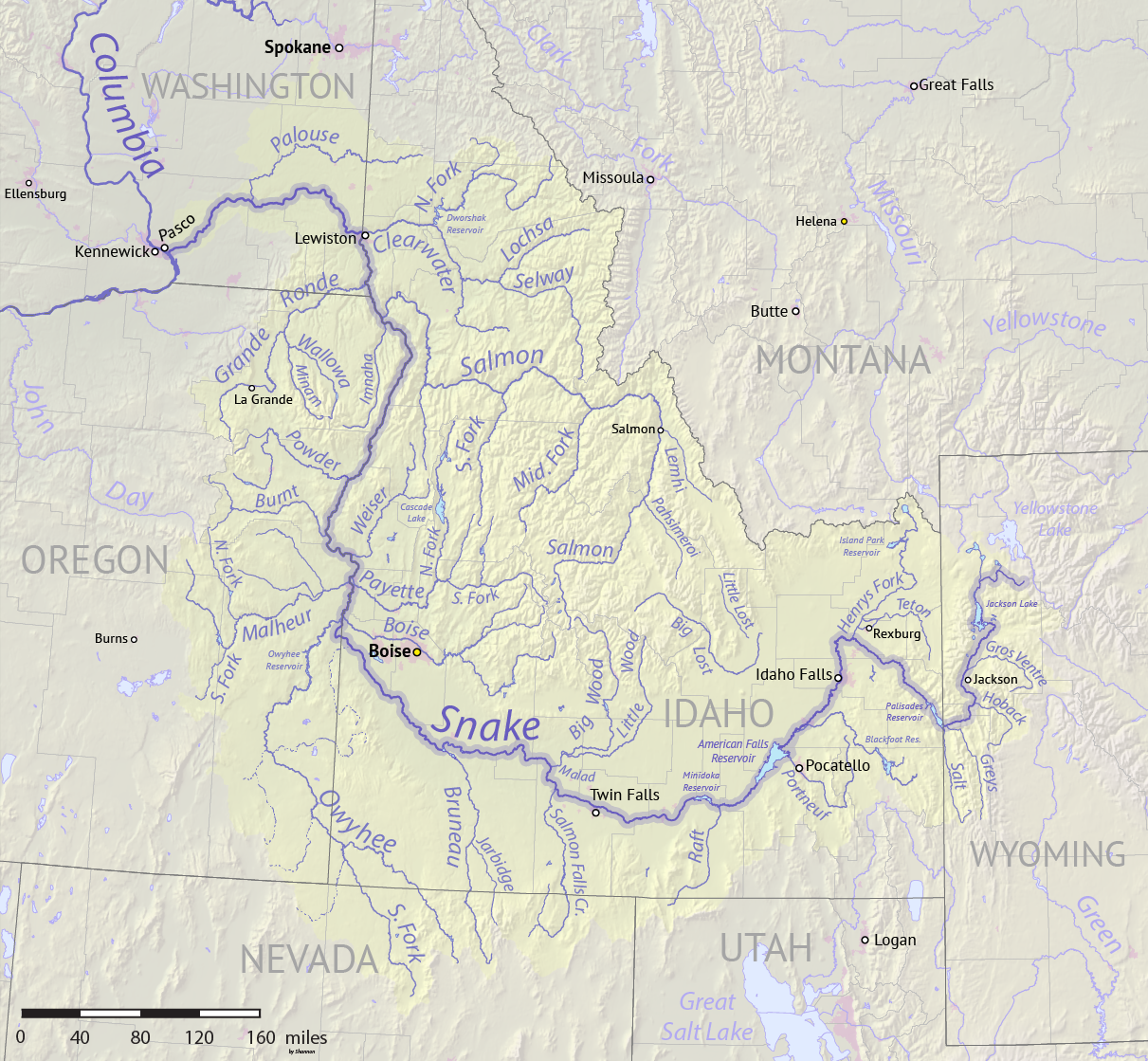
Mapa del río Snake donde aparece Ontario, a la orilla izquierda del curso medio de dicho río, que la separa de Idaho

Ontario se encuentra ubicada en las coordenadas 44°1′37″N 116°58′7″O / 44.02694, -116.96861.

## Demografía
Según la Oficina del Censo en 2000 los ingresos medios por hogar en la localidad eran de $29 173 y los ingresos medios por familia eran $35,625. Los hombres tenían unos ingresos medios de $29 775 frente a los $21 967 para las mujeres. La renta per cápita para la localidad era de $14 683. Alrededor del 20,8% de la población estaban por debajo del umbral de pobreza.